# Peloribates acutus
Peloribates acutus är en kvalsterart som beskrevs av Aoki 1961. Peloribates acutus ingår i släktet Peloribates och familjen Haplozetidae.

## Underarter
Arten delas in i följande underarter:
- P. a. acutus
- P. a. curvisacculatus